# Asclepias purpurascens
Asclepias purpurascens ist eine Pflanzenart der Gattung Seidenpflanzen (Asclepias) aus der Unterfamilie der Seidenpflanzengewächse (Asclepiadoideae). Sie ist in Nordamerika beheimatet.

## Beschreibung

### Vegetative Merkmale
Asclepias purpurascens ist eine ausdauernde krautige Pflanze, die Wuchshöhen von 40 bis 100 cm erreicht. Die kräftigen Stängel sind jung zunächst schwach und kurz behaart, später kahl. Der Milchsaft ist weißlich. Die gegenständig am Stängel angeordneten Laubblätter besitzen einen 0,5 bis 2,5 cm langen Stiel. Die Blattspreite ist mit einer Länge von 6 bis 18 cm und einer Breite von 3 bis 10 cm  breit-elliptisch bis eiförmig-länglich oder auch lanzettförmig mit einem stumpfen oder zugespitzten Ende. Die Spreitenbasis ist winklig oder breit gerundet und läuft sehr kurz keilförmig in den Blattstiel aus. Sie sind dunkelgrün und auf der Oberseite kahl, heller grün und flaumig an der Unterseite. 

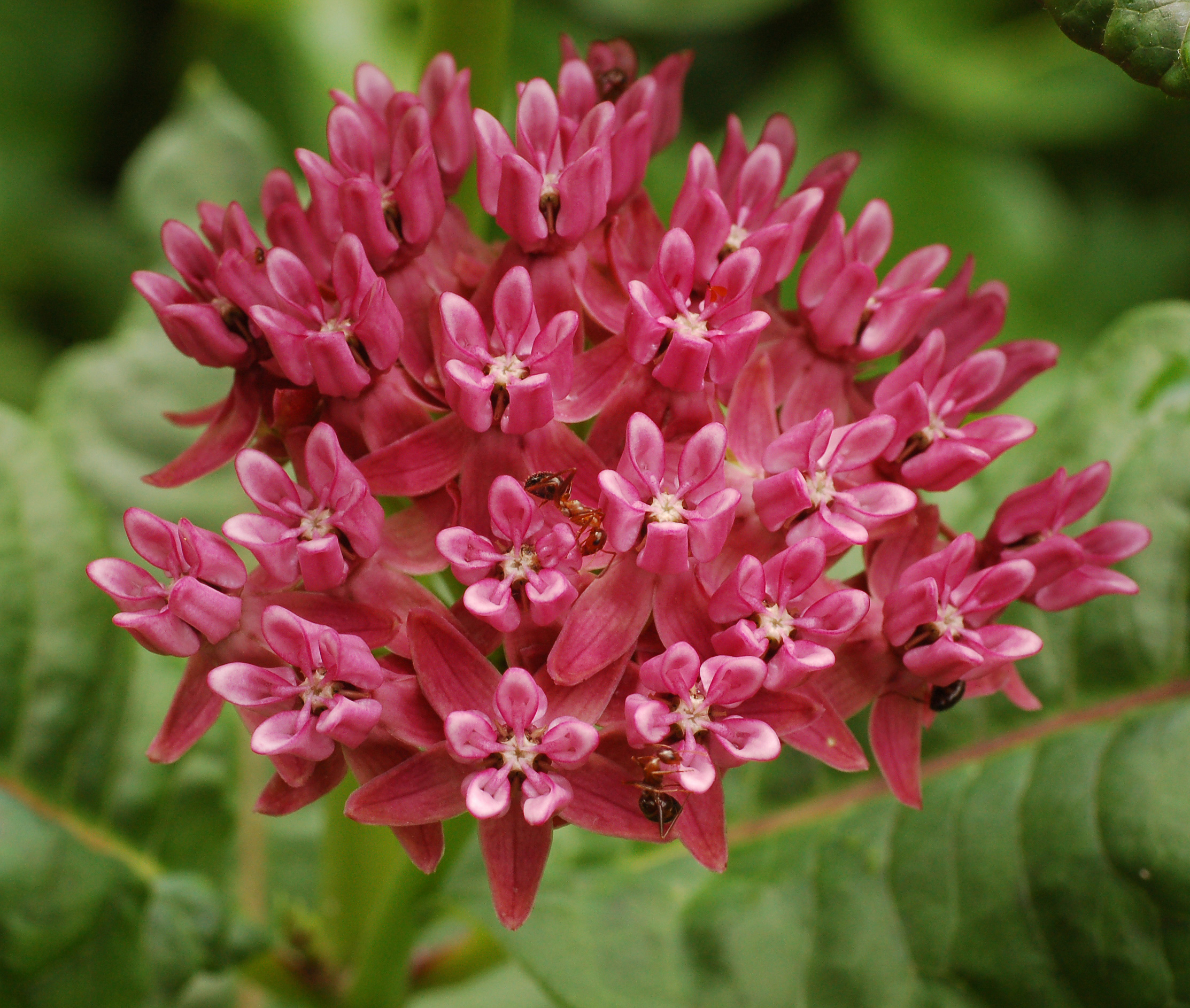
Blütenstand

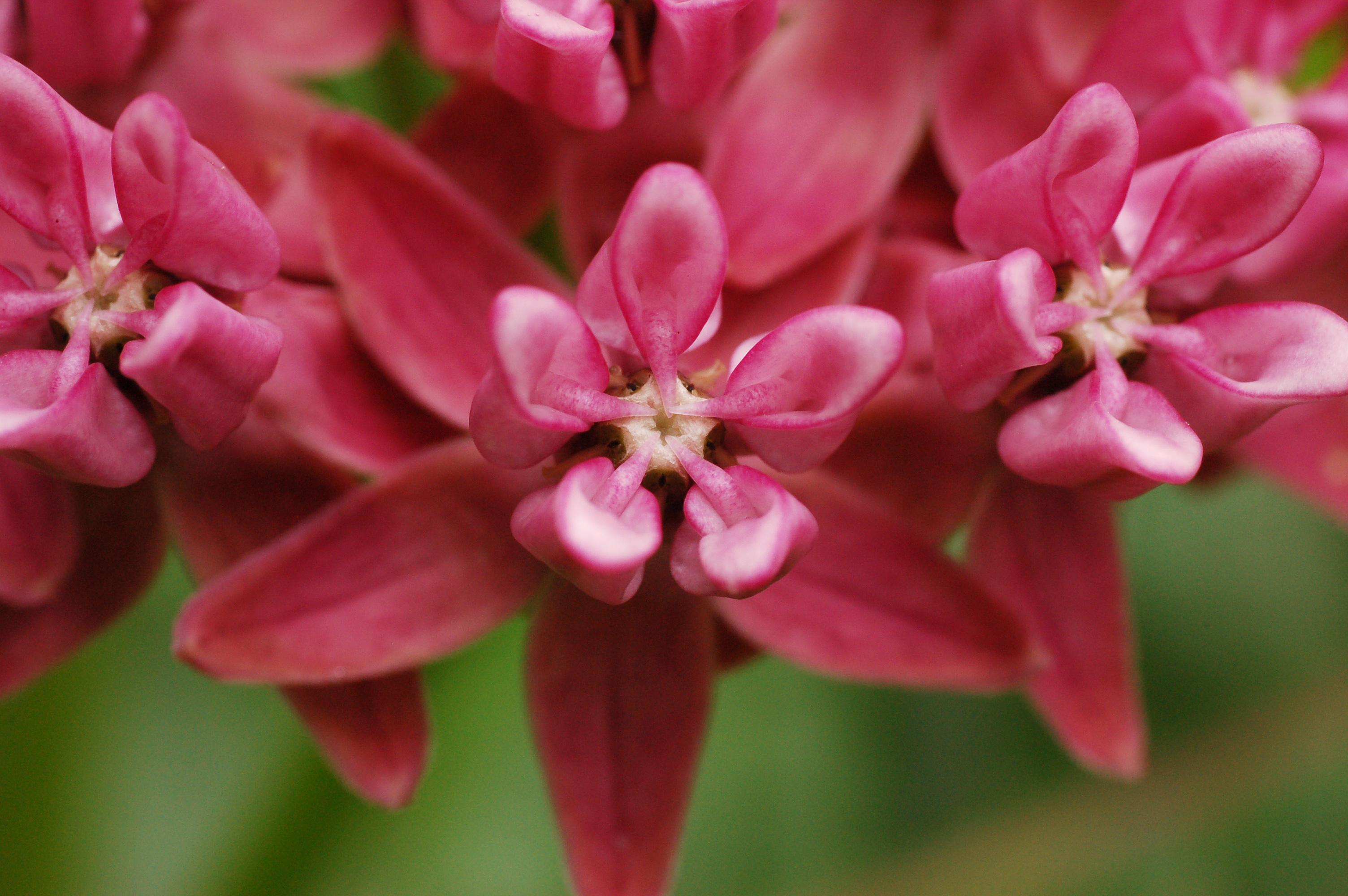
Detailaufnahme der Blüten

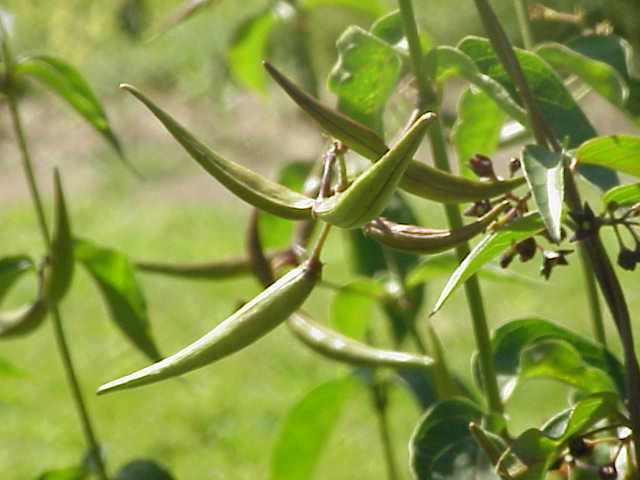
Unreife Balgfrüchte

### Generative Merkmale
Die doldige Blütenstände stehen meist endständig und einzeln oder auch paarig, selten bilden sich zusätzlich auch einige wenige Blütenstände in den obersten Blattachseln; sie enthalten mehrere bis viele Blüten. Die schlanken Blütenstandsschäfte sind etwa 1,5 bis 9 cm lang und fein filzig behaart. Die ebenfalls recht dünnen und fein filzig behaarten Blütenstiele sind 2,0 bis 3,5 cm lang. Die relativ großen und auffallend purpurfarbenen Blüten sind zwittrig und fünfzählig. Sie produzieren relativ viel Nektar, der einfache Zucker enthält. Die fünf Kelchblätter sind ovate-lanzettförmig, 3 bis 4 mm lang und fein filzig. Die Zipfel der fünf Kronblätter sind zurückgebogen und 7 bis 10 mm lang. Das Gynostegium besitzt einen sehr kurzen Stiel, der konisch, 1,5 bis 2 mm lang und 2,5 bis 3 mm breit ist. Die Nebenkronenzipfel sind mit einer Länge von 6 bis 7 mm länglich-elliptisch und zugespitzt. Der hornförmige Fortsatz an jedem Zipfel ist jeweils halb anliegend, sichelförmig und scharf eingekrümmt und viel kürzer als die Zipfel. Der Griffelkopf ist konisch zulaufend und oben abgeschnitten. Er misst 2 mm in der Länge und 3 mm in der Breite. In den Neuenglandstaaten blüht Asclepias purpurascens im Juni und Juli. 
Die Balgfrüchte erscheinen im Spätsommer. Die Früchte stehen aufrecht auf scharf nach unten abgebogenen Stielen. Sie sind mit einer Länge von 10 bis 16 cm lang und einem Durchmesser von 1 bis 2 cm spindelförmig. Außen sind sie im Wesentlichen kahl oder schwach fein filzig behaart. Die ovalen Samen sind 5 bis 6 mm lang, mit einem weißen Haarschopf von 3,5 bis 4,5 cm Länge.

## Vorkommen
Asclepias purpurascens ist in Nordamerika (USA und Kanada) beheimatet. Sie kommt in Kanada in Ontario vor, in den USA in den Bundesstaaten, Arkansas, Connecticut, Delaware, District of Columbia, Georgia, Illinois, Indiana, Iowa, Kansas, Kentucky, Louisiana, Maine, Maryland, Massachusetts, Michigan, Minnesota, Mississippi, Missouri, Nebraska, New Hampshire, New York, New Jersey, North Carolina, Ohio, Oklahoma, Pennsylvania, Rhode Island, South Dakota, Tennessee, Texas, Virginia, West Virginia und Wisconsin. Sie wächst dort in Buschland, lichten Wäldern, Prärien und Feldern, auch im Kulturgelände und entlang von Straßen und Eisenbahnstrecken.